# 97 (п'єса)
«97» — перша п'єса українського письменника Миколи Куліша. Вийшла у багатьох редакціях, перша — 1924 року, остаточна — 1929. Входить до так званої «трилогії про село».

## Сюжет
Дія починається в хаті незаможних Мусія та Параски Кописток, взимку, незадовго після війни. Хлопчик Вася Стоножка навчає неграмотного Мусія читати, Мусій мріє, що знання вирішають його проблеми, перша з яких — нестача харчів. До хати приходять черниці просити грошей на церкву. Мусій не дає їй нічого і посилає Васю слідкувати за ними. Він упевнений, що голод у селі настав через багатих землевласників, церковників — ворогів більшовиків, чия влада настала в Україні. Мусій розповідає про прихід черниці секретарю сільради Паньку. Як він підозрює, черниці піднімуть на бунт незгідних з більшовицькою владою. До хати приходить Орина просити якої-небудь допомоги від голоду. Панько роздратований постійними новинами, що хтось помер через голод. Тим часом з'являється голова сільради Серьога Смик. Зав'язується розмова про багатого Гната Гирю, що ймовірно сховав зерно.
Гнат і його дочка Лизя мають зовсім інші турботи — Лизя просить купити їй парфуми. Гнат проганяє Орину, але Лизя приймає Панька, з яким мріє одружитися. Гнат довідується про заклики черниць не віддавати церковні коштовності більшовикам, бо невдовзі більшовицькій владі нібито кінець.
Орина розповідає Мусію, що більшовики дадуть хліб за коштовності. Гнат заявляє, що це самоправство і такого наказу не було. Але Вася прилюдно зачитує «протокол найбідніших граждан», згідно з яким більшість селян (97 людей) погодилися віддати срібло й золото в обмін на хліб. Годований каже у відповідь, що протокол фальшивий. Селяни поділяються на два табори, але суперечка вирішується на користь тих, хто бажає обміняти коштовності на хліб.
Голод продовжується, Смик уже місяць як покинув село. Вася приходить до Мусія, розповідає, що його батьки померли. Мусій все ще вірить, що навчання його врятує і просить Васю довчити його читати. Гнат роздає селянам ячмінь, Мусій наказує Васі писати в місто листа про те, що «контра підняла голову». Він збирає самопроголошений суд, на якому судять Ларивона та Орину, що зарізали дітей через голод. Селяни голосують за вбивство людоїдів, але також і Мусія, бо він підтримує більшовицьку владу, що довела село до такого становища. Проте, його рятує несподіване повернення Смика, що привіз на возі хліб. Він повідомляє, що доставив 97 пудів — за кількістю селян, які підписалися в протоколі.

## Історія написання
Роботу над п'єсою автор розпочав роботу у листопаді 1923 року, закінчив 27 червня 1924. У липні надіслав рукопис Івану Дніпровському до Харкова. У серпні Вищою науково-репертуарною радою при Головполітосвіті УРСР «97» була схвалена й рекомендована до постановки «за літером А», тобто — для всіх театрів, але з умовою, що автор введе «в кінці IV дії продкомісара, що привіз хліб для селян, куркулі, заарештовуються. Смик залишається живий».
На початку п'єси було зазначено «Доби голоду 1921—1922 року на Херсонщині». Перший варіант драми так і мав називатися — «Голод». Проте ситуація з голодом була настільки складна, що Кулішеві не вільно було говорити про неї так відверто. Отож, у другій редакції п'єси поет був змушений перенести дію у 1923 рік.

## Інсценізація
9 листопада 1924 року відбулася тріумфальна прем'єра «97» на сцені театру імені Івана Яковича Франка у Харкові. Режисер і виконавець ролі Копистки Гнат Юра, художник — М. Драк, в інших ролях — Т. Юра, В. Кречет, Ю. Іванів, Ф. Барвінська. Автор критично виступав проти фіналу, зміненого Г. Юрою на «оптимістичніший», як писала преса, — «з ідеологічних міркувань».
| Так і пішли «Дев'яносто сім» по світу у франківській редакції |
згадував Гнат Юра.. Проте це не відповідає дійсності, бо до друку (Харків, 1925) драматург запропонував відмінний від франківського фінал.
«97» мала такий видатний успіх, як не мала жодна радянська п'єса до неї. За сезон 1924-25 року тільки в одному театрі ім. Франка «97» пройшла понад 50 разів.
На гастролях у Москві (1926) вистава франківців мала успіх, А. В. Луначарський назвав її п'єсою, «про яку гриміла вся Україна, бо це перша могутня п'єса з селянського життя».
У 1920—1930-их роках «97» ішла у театрі імені Гната Михайличенка та в «Березолі». В 1932 та 1934 роках Микола Куліш віддає вже виправлений березільський варіант.
Згодом п'єсу було поставлено і в Одесі, Чернігові, Томську, Славгороді (Омської губернії), Москві та Ленінграді, згодом — у Владивостоку, Феодосії, Мурманську. П. Кравчук у монографії «Наша сцена» (Торонто — 1984) подає дані про постановки «97» драматичними колективами Едмонтона, Ванкувера, Торонто, Віндзора та іншими.
1959 року «97» відновив на сцені Київський облдрамтеатр імені Петра Саксаганського (Біла Церква). З найкращих постановок пізніших років слід відзначити насамперед виставу Одеського театру імені Жовтневої революції (1967 рік. Постановка Б. Мешкіса, художник М. Івницький, в ролі Копистки — Ю. Божек, в інших ролях — І. Твердохліб, Г. Осташевський, О. Луценко). У 1960—1970-их роках «97» було поставлено у Костромі, Маріуполі, Ужгороді, Львові (ТЮГ).

## Переклади
Після варіанту 1925 року, п'єса виходила друком 1926 року — в російському перекладі О. Гатова (Харків — ДВУ), 1928 року — німецькою мовою (Харків — Центрвидав). Друга редакція вийшла 1929 року (Харків — ДВУ), березільський варіант — 1932 і 1934 (Харків — ЛІМ). 1957 та 1980 року п'єса виходила російською мовою в перекладі П. Зенкевича та С. Свободіної (Москва — «Искусство»). Подальші українські видання — 1960 рік (Київ, Держлітвидав), 1966 рік (Київ, «Дніпро», Бібліотека драматурга і кінодраматурга), 1968 рік (Київ, «Молодь»), 1969 та 1983 роки (Київ, «Дніпро»).
1967 року п'єса вийшла польською мовою у перекладі Станіслава Едварда Бурого («Dialog», — № 10). Порівняльному аналізові двох варіантів п'єси «97» було присвячено статтю Є. І. Старинкевича.

## Текст п'єси
- Текст п'єси «97» [Архівовано 20 січня 2009 у Wayback Machine.]